# Альфа (Секретные материалы)
«Альфа» (англ. Alpha) — 16-й эпизод 6-го сезона сериала «Секретные материалы». Премьера состоялась 28 марта 1999 года на телеканале FOX. Эпизод принадлежат к типу «монстр недели» и никак не связан с основной «мифологией сериала», заданной в первой серии.
Режиссёр — Питер Маркл, автор сценария — Джеффри Белл, приглашённые звёзды — Эндрю Робинсон, Мелинда Кулеа, Томас Ф. Даффи, Джеймс М. Коннор, Майкл Мэнтелл, Дэвид Старуолт, Туан Трэн.
В США серия получила рейтинг домохозяйств Нильсена, равный 10,1, который означает, что в день выхода серию посмотрели 17,7 миллиона человек.
Главные герои серии — Фокс Малдер (Дэвид Духовны) и Дана Скалли (Джиллиан Андерсон), агенты ФБР, расследующие сложно поддающиеся научному объяснению преступления, называемые Секретными материалами.

## Сюжет
В данном эпизоде Малдер и Скалли расследуют несколько убийств, в которых обвиняют дикое животное, считающееся вымершим: азиатскую разновидность красного волка. В поисках к Малдеру и Скалли присоединяются шериф, целеустремлённый охотник и специалист по псовым.